# Ханна, Эндрю
Эндрю Бойд Ханна (англ. Andrew Boyd Hannah; 17 сентября 1864 — 17 июня 1940 года) — шотландский футболист, защитник, выступавший за «Ливерпуль» в конце XIX века.

## Карьера
Родившийся в Рентоне Эндрю Ханна за свою карьеру дважды играл за местный клуб «Рентон», а также выступал за английский «Эвертон» и шотландский «Рой Рой». В 1892 году Джон Маккена и его партнёр на посту менеджера «Ливерпуля» Уильям Барклай пригласили Ханну в состав только что созданного клуба. В качестве правого защитника Эндрю принял участие в первом официальном матче «Ливерпуля» против «Хайер Уолтон», состоявшемся 3 сентября 1892 года в рамках розыгрыша Ланкаширской лиги. Мерсисайдский клуб выиграл этот матч с разгромным счётом 8:0, а по итогам сезона праздновал победу в турнире. В следующем году Эндрю стал одним из 11 игроков, которым выпала честь впервые в истории представлять «Ливерпуль» в матче турнира Футбольной Лиги — 2 сентября 1893 года «красные» обыграли «Мидлсбро Айронополис» на Пэрадайз Филд со счётом 2:0. В том сезоне Ханна провёл 24 матча из 28 возможных и вместе с клубом выиграл медаль чемпиона Второго дивизиона.
В общей сложности Ханна провёл за «Ливерпуль» 73 матча, в которых забил 1 гол. Свою карьеру игрока он завершил в шотландском клубе «Роб Рой» в 1897 году.

## Достижения
- Чемпион Второго дивизиона (1894)
- Чемпион Ланкаширской лиги (1893)